# Реталулеу (департамент)
Реталулеу (на испански: Retalhuleu) е един от двадесет и двата департамента на Гватемала. Столицата на департамента е едноименния град Реталулеу. Департаментът има площ от 1856 км² и население от 340 100 жители (по изчисления от юни 2016 г.).

## Общини
Реталулеу е разделен на 9 общини, някои от които са:
1. Ел Асинтал
2. Нуево Сан Карлос
3. Сан Адрес Вила Сека
4. Сан Мартин Сапотитлан
5. Сан Фелипе
6. Санта Крус Мулуа
7. Чамперико